# Afusellades d'Avrillé

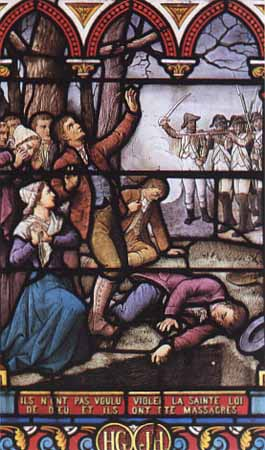
Vitrall de l'ermita de Saint-Louis-du-Champ-des-Martyrs d'Avrillé, que mostra una escena de la massacre de la població d'Avrillé per part dels soldats republicans francesos entre el 14 de gener i el 10 de febrer de 1794.

Els afusellaments d'Avrillé, es refereixen a l'execució de diversos centenars o milers d'homes i dones afusellats pels republicans durant la guerra de Vendée. Tenen lloc sota el Terror durant la Revolució Francesa.

## Avançament de les execucions
Després de la derrota dels Vendéans durant el Gir de Galerna, l'establiment del Terror i l'inici de les columnes infernals, els republicans van fer presoners milers de Vendéans.
A Angers, encapçalats pels representants en missió Nicolas Hentz i Adrien Francastel, els presoners van ser sotmesos a judici sumari davant les comissions militars.
Les execucions van tenir lloc en un camp de la granja Desvallois a Avrillé. Posteriorment, el lloc passarà a anomenar-se "camp dels màrtirs".
```
[2 En total hi va haver nou tandes d'afusellaments, del 
12 de gener
 al 
16 d'abril
 de 1794. [2,3.
```

## Origen geogràfic de les víctimes
Segons Pierre-Marie Gaborit i Nicolas Delahaye, l'origen geogràfic de les víctimes és el següent:
- "Vendée Angevine" (Mauges i vall baixa del Layon, afluent del Loira, departament de Maine-et-Loire): 67,9%
- Maine-et-Loire, fora de la Vendée militar: 18,0%
- Departament de Vendée: 4,5%
- Deux-Sèvres: 3,8%
- Bretanya: 2,8%
- Departament de Mayenne i departament de Sarthe: 1,5%
- Altres: 1,5%

## Pèrdues humanes
El nombre de víctimes no es coneix amb precisió. Segons una memòria escrita l'any 1816 pel pare Gruget, antic sacerdot refractari i contemporani dels fets, un total de 1.994 persones van ser afusellades al Camp dels Màrtirs. [1. Altres autors arriben fins a 2.300 o fins i tot 3.000 morts. [1. A principis del segle xx, la recerca dels pares Uzureau i Houbedine va permetre identificar 863 víctimes. [1.
El 1984, 84 víctimes dels afusellaments d'Avrillé i 15 persones guillotinades a la "Place du Ralliement" d'Angers van ser beatificades per l'Església Catòlica. [1. S'anomenen els "màrtirs d'Angers".
El 1995, Pierre-Marie Gaborit i Nicolas Delahaye van arribar a un total d'unes 2.480 morts i van indicar que les execucions es van produir de la següent manera: [2:
- 12 de gener: 500 víctimes, principalment homes, pagesos i artesans.
- 15 de gener: 300 víctimes, homes de 18 a 65 anys.
- 18 de gener: 250 víctimes, incloses moltes dones, d'entre 19 i 63 anys.
- 20 de gener: 400 víctimes, homes de 17 a 65 anys.
- 21 de gener: 150 víctimes, homes i dones.
- 22 de gener: 80 víctimes.
- 1 de febrer: 400 víctimes, principalment dones, d'entre 18 i 72 anys.
- 10 de febrer: 200 víctimes, homes i dones, de 16 a 71 anys.
- 16 d'abril: 200 víctimes, homes i dones.

L'any 2007, després de comparar les llistes de noms dels condemnats, les extradicions de presons i la sèrie incompleta, Jacques Hussenet estimava que era probable, però sense certesa, un nombre d'entre 1.200 i 1.400 víctimes. [1.
El 2014, l'historiador Jean-Clément Martin va indicar que les nou tandes d'afusellaments a Avrillé van deixar entre 200 i 400 morts cadascun.
```
[3.
```

El 2021, l'historiador i professor Jean-François Couet conclou en un nou estudi que el nombre de víctimes dels afusellaments d'Avrillé supera les 2.000 persones. 5.

## La memòria en l'art

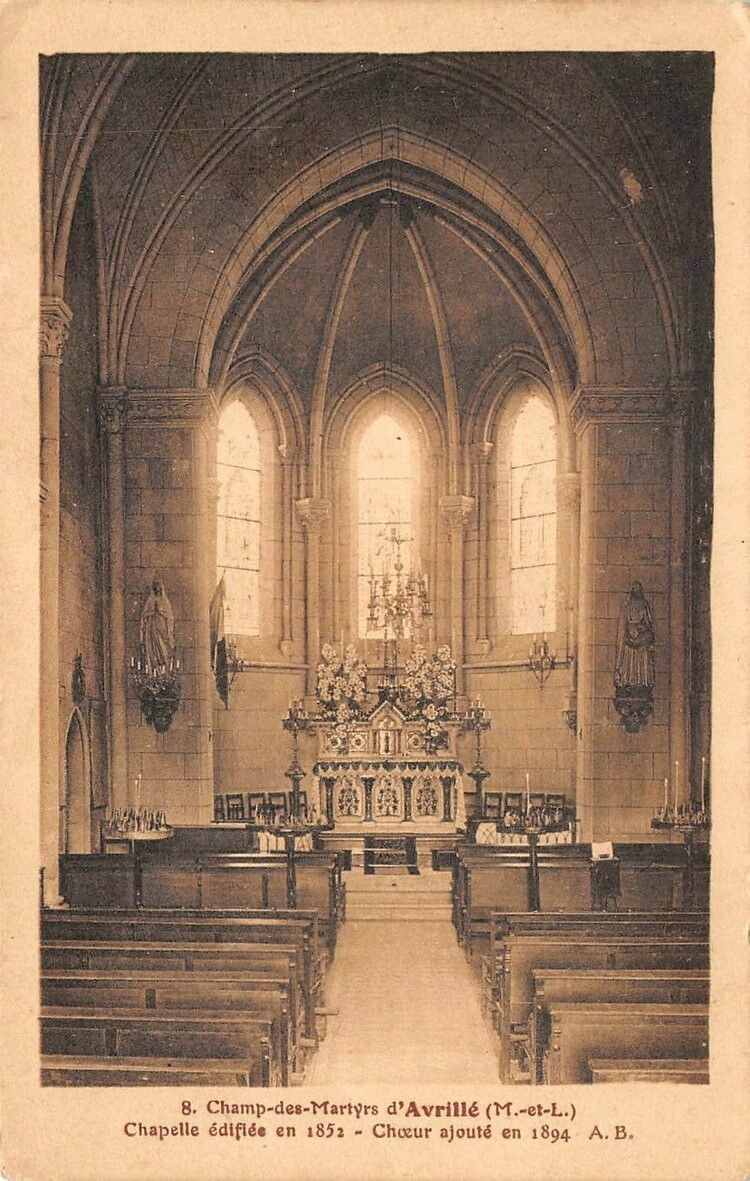
Interior de la capella del Champ des Martyrs d'Avrillé, a Avrillé.

Vitralls de la capella del Camp dels Màrtirs d'Avrillé de Jean Clamens.
Fresc de l'església de Notre-Dame de la Charité, Saint-Laurent-de-la-Plaine, d'Abel Pineau: La Mare de Déu portant al cel les ànimes de les tres dones (les "tres Maries" de Saint-Laurent-de- la-Plaine) afusellades al Champ des Martyrs d'Avrillé l'1 de febrer de 1794.